# 科比·布莱恩特性侵事件

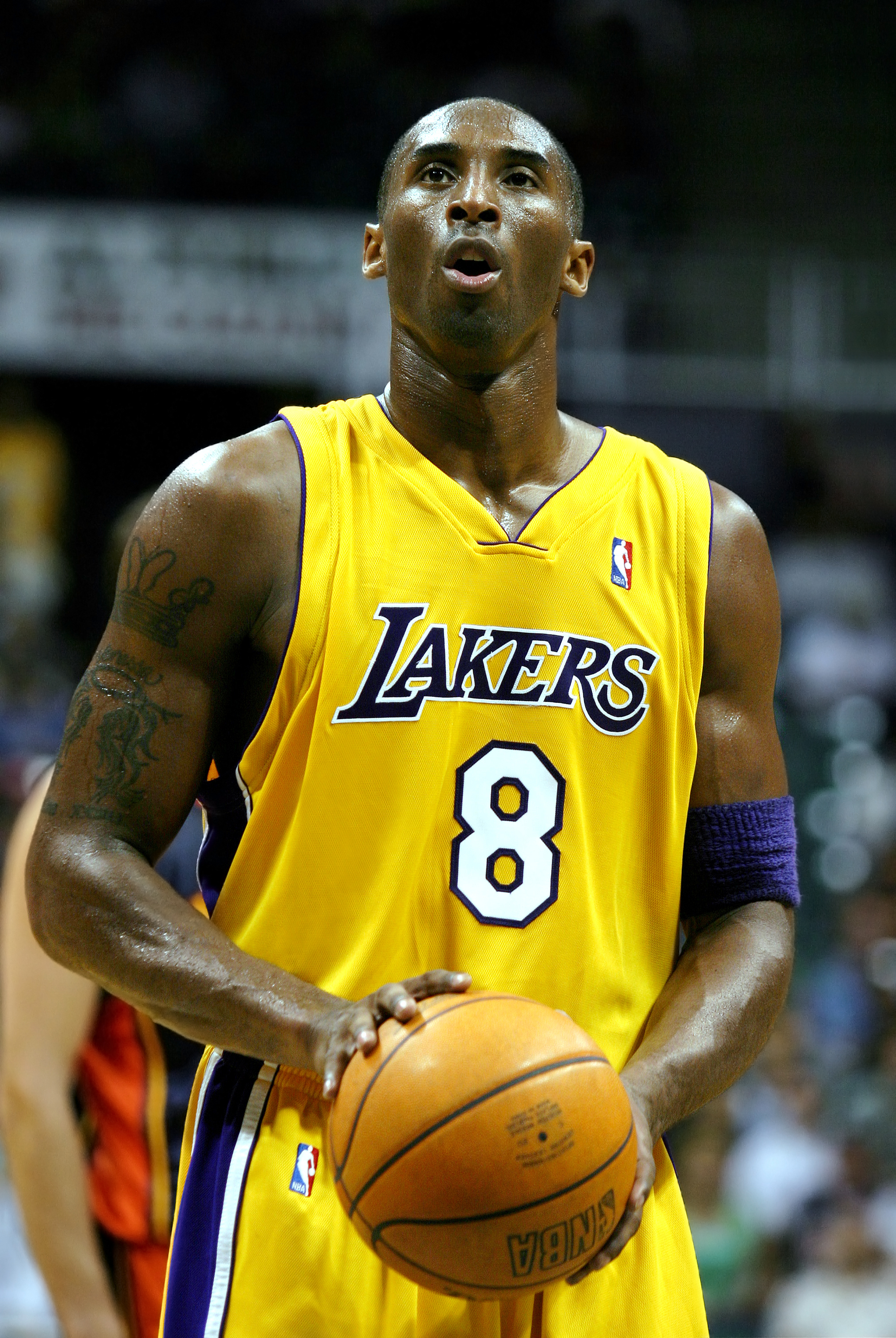
科比·布莱恩特，2005年

科比·布莱恩特性侵事件始于2003年7月18日，当时新闻媒体报道称，科罗拉多州伊格尔县的警长办公室逮捕了当时的NBA职业篮球运动员科比·布莱恩特，与一名19岁酒店员工提出的性侵控告有关。
科比于6月30日提前入住科罗拉多州爱德华兹的科迪勒拉山庄和水疗中心酒店，计划在那里进行7月2日的手术。该女子指控布莱恩特于7月1日在他的酒店房间强奸了她。她向警方报案，当局对科比关于报案者脖子上的淤青进行了询问。科比承认与报案者发生了性关系，但坚称这是自愿的。在该报案者拒绝在案件中作证后，案件被撤销。随后，该女子又对科比提起了另一起民事诉讼。这起诉讼在庭外和解，并包括科比向原告、公众和家人公开道歉，同时否认了指控。

## 逮捕
2003年7月2日，伊格尔县警长办公室的调查人员以性侵指控对科比进行了质询。当被问及原告脖子上的淤青时，科比承认在性行为中“勒住”了她，表示他是从背后“勒住她的脖子”，勒脖子是他的“特点”，并且他有在与不同的性伴侣（非妻子）发生性关系时勒脖子的习惯。当被问及他握住脖子的力度时，布莱恩特说：“我的手很强壮。我不知道。”科比表示，他因为原告的身体语言而假设原告同意性行为。
执法官员从科比那里收集了证据，他同意提交强奸工具包测试和自愿的测谎测试。 7月4日，警长乔·霍伊为布莱恩特发出了逮捕令。科比从洛杉矶飞回科罗拉多州伊格尔县向警方自首。他立即被以25,000美元的保释金释放，逮捕消息在此后两天公之于众。7月18日，伊格尔县地方法院对科比提出了正式的性侵指控。如果被定罪，布莱恩特面临缓刑至终身监禁不等的刑事处罚。7月18日，他被正式起诉后，科比召开了新闻发布会，坚决否认强奸了那名女子。他承认曾与该女子发生婚外性关系，但坚持双方是自愿的。

## 刑事案件
2003年12月，进行了预审听证会，以考虑有关证据的可接受性动议。在那些听证会上，检方指责科比的辩护团队攻击原告的可信度。检测发现，她在被指控发生性侵犯的第二天去接受强奸检查时，所穿的内裤中含有另一名男子的精液和阴毛。科比的辩护团队表示，检查结果显示了“无罪的有力证据”，因为指控者在事件发生后立即发生了另一次性关系。她告诉调查人员，她离开家去接受检查时，错误地从她的洗衣篮中拿了脏内裤。在接受检查的那天，她说自从事件发生的早晨起就没有洗澡。检查发现了阴道创伤的证据，科比的辩护团队声称这与两天内与多个伙伴发生性关系一致。
警方收集的证据包括科比在事件发生当晚所穿的T恤，上面有指控者血迹的三个小斑点。经DNA检测证实，这些斑点确实是报案者的血迹，而且可能不是月经血，因为报案者说她在两周前已经来了月经。据透露，科比让这名女子趴在椅子上与她发生性关系，这可能导致了出血。这就是受到质疑的性行为，因为指控者声称她告诉科比停下来，但他没有，而布莱恩特声称在询问是否可以在她脸上射精后停止了。
度假村的夜间审计员特里娜·麦凯，说她看到指控者离开回家时，“她看起来或听起来都没有任何问题”。然而，指控者的高中朋友和度假村的门童波比·皮特拉克，说她看起来非常不安，并“告诉我科比·布莱恩特强迫与她发生了性关系”。
在审判开始前的几周，指控者写了一封信给州调查员杰里·桑德伯格，澄清了她第一次接受科罗拉多警方采访的一些细节。她写道：“我告诉温特斯侦探，那天早上离开时我遇到了车辆问题。那不是真的。那天我迟到上班时，我给老板的理由就是迟到。实际上，我只是睡过头了……我告诉温特斯侦探，布莱恩特先生让我留在房间里洗脸。虽然我在那个房间里被迫留下，但我没有被迫洗脸。我没有洗脸。相反，我在那层的电梯旁的镜子前停下来整理了一下面容。我对自己感到非常失望，也为误导任何人而感到非常抱歉。我之所以那样说，是因为我觉得温特斯侦探不相信我所发生的事情。” 
科比的辩护律师麦凯声称，指控者在事件发生时正在服用治疗精神分裂症的抗精神病药物。林赛·麦金尼，与指控者同住的人说，该女子在学校两次试图通过服用安眠药过量自杀。在所谓的事件发生前，这位抱负成为歌手的指控者试图参加电视节目美国偶像，演唱了丽贝卡·林恩·霍华德的《Forgive》，但没有晋级。此外，布莱恩特的辩护律师对这名女子的道德品质和声誉提出质疑，她收到了死亡威胁和仇恨邮件l并且她的身份被多次泄露。
2004年9月1日，伊格尔县地方法院法官特里·鲁克里格尔在检方为审判准备花费了超过20万美元之后，因为指控者告知他们她不愿意作证，而驳回了对科比的指控。
在刑事案件被驳回的同一天，布莱恩特通过其律师发表了以下声明：

首先，我想直接向这起事件中的年轻女性道歉。我想为那天晚上我的行为以及她在过去一年中所承受的后果向她道歉。虽然今年对我个人来说极其困难，但我只能想象她不得不忍受的痛苦。我还想向她的父母和家庭成员以及我的家人、朋友、支持者以及科罗拉多州伊格尔县的市民道歉。
我还想明确表示，我不质疑这位年轻女士的动机。没有向这位女士支付任何钱款。她已同意不会在民事案件中使用这份声明来反对我。尽管我真心相信我们之间的那次邂逅是自愿的，但我现在认识到她并没有、也不认为这次事件是自愿的。在数月审阅证据、听取她律师的意见，甚至亲自听取她的证词后，我现在理解她为什么会觉得自己没有同意这次邂逅。
我今天发表这份声明，完全意识到，尽管这个案件的一个部分今天结束了，但另一个部分仍在继续。我明白，针对我的民事案件将会继续进行。这个案件的这一部分将由事件中直接涉及的双方决定，并将不再是科罗拉多州民众的财务或情感负担。

## 民事案件
2004年8月，指控者对布莱恩特提起了有关这一事件的民事诉讼。2005年3月，双方和解了这起诉讼。和解条款未向公众披露。《洛杉矶时报》报道称，法律专家估计和解金额超过250万美元。

## 事件后续
在最初事件发生后的八个月，科迪勒拉山庄和水疗中心进行了改造，并在此过程中出售了一些家具。有猜测称，出售的家具中包括了布莱恩特据称当时入住的“35号房”的一些家具。度假村否认了这一说法，并表示他们已单独处理了那个房间的家具。该水疗中心于2019年被出售，并改造成为一家药物治疗设施。
在这些指控之后，布莱恩特签署了一份为期七年、价值1.36亿美元的合同，并重新获得了耐克、斯伯丁和可口可乐的一些代言，尽管他与包括Nutella和麦当劳在内的品牌的合同没有续签。